# Thomas Guerbert
Thomas Guerbert (Meaux, 6 de abril de 1989) es un exfutbolista francés. Se desempeñaba en la posición de centrocampista ofensivo y su último club fue el Clermont F. A. de la Ligue 2 de Francia.

## Trayectoria
Entre 2009 y 2011, Guerbert permaneció en el U. S. Luzenac de la tercera división de Francia, donde fue elegido como el mejor jugador de la temporada 2010-11. Después de esto, se unió al club Dijon F. C. O., donde en su segundo año se convirtió en el segundo futbolista con más asistencias en la campaña de liga. Abandonó la institución en septiembre de 2013, cuando fichó por el F. C. Sochaux por cuatro temporadas. En noviembre, durante un partido contra el A. S. Saint-Étienne, sufrió una rotura de tibia y peroné tras una dura entrada del defensa Kurt Zouma que lo dejó fuera del terreno de juego por varios meses. Zouma fue expulsado del encuentro y, posteriormente, fue sancionado con diez fechas sin poder jugar.
En junio de 2016, Guerbert fue transferido al Clermont F. A. por dos temporadas. En abril de 2018, la página web del club hizo oficial el retiro del jugador, debido a sus constantes lesiones que comenzaron tras su fractura de tibia y peroné en 2013. En el Clermont F. A. solo jugó en doce oportunidades.

## Estadísticas
La siguiente tabla detalla los encuentros disputados y los goles marcados por Guerbert en los clubes en los que ha militado.
| U. S. Luzenac Francia                                                                                            | 3.ª                 | 2009-10             | 23  | 3  | -  | 2  | 0 | 0 | 25  | 3  | 0  |
| U. S. Luzenac Francia                                                                                            | 3.ª                 | 2010-11             | 38  | 5  | -  | 2  | 0 | 0 | 40  | 5  | 0  |
| U. S. Luzenac Francia                                                                                            | Total               | Total               | 61  | 8  | 0  | 4  | 0 | 0 | 65  | 8  | 0  |
| Dijon F. C. O. Francia                                                                                           | 1.ª                 | 2011-12             | 33  | 2  | 4  | 3  | 2 | 0 | 36  | 4  | 4  |
| Dijon F. C. O. Francia                                                                                           | 2.ª                 | 2012-13             | 30  | 5  | 8  | 3  | 0 | 0 | 33  | 5  | 8  |
| Dijon F. C. O. Francia                                                                                           | 2.ª                 | 2013-14             | 5   | 2  | 1  | 1  | 0 | 0 | 6   | 2  | 1  |
| Dijon F. C. O. Francia                                                                                           | Total               | Total               | 68  | 9  | 13 | 7  | 2 | 0 | 75  | 11 | 13 |
| F. C. Sochaux Francia                                                                                            | 1.ª                 | 2013-14             | 7   | 0  | 1  | 1  | 0 | 0 | 8   | 0  | 1  |
| F. C. Sochaux Francia                                                                                            | 2.ª                 | 2014-15             | 26  | 1  | 2  | 3  | 0 | 0 | 29  | 1  | 2  |
| F. C. Sochaux Francia                                                                                            | 2.ª                 | 2015-16             | 18  | 0  | 1  | 4  | 0 | 0 | 22  | 0  | 1  |
| F. C. Sochaux Francia                                                                                            | Total               | Total               | 51  | 1  | 4  | 8  | 0 | 0 | 59  | 1  | 4  |
| Clermont F. A. Francia                                                                                           | 2.ª                 | 2016-17             | 10  | 1  | 1  | 2  | 0 | 0 | 12  | 1  | 1  |
| Clermont F. A. Francia                                                                                           | Total               | Total               | 10  | 1  | 1  | 2  | 0 | 0 | 12  | 1  | 1  |
| Total en su carrera                                                                                              | Total en su carrera | Total en su carrera | 190 | 19 | 18 | 21 | 2 | 0 | 211 | 21 | 18 |
| (1) Incluye datos de la Copa de Francia y Copa de la Liga de Francia (2) No incluye goles en partidos amistosos. |                     |                     |     |    |    |    |   |   |     |    |    |